# 29705 Чіялюсі
29705 Чіялюсі (29705 Cialucy) — астероїд головного поясу, відкритий 26 грудня 1998 року.
Тіссеранів параметр щодо Юпітера — 3,410.